# Ricardo Mur Saura
 Ricardo Mur Saura  (Saragossa, 1962) és un antropòleg i escriptor aragonès. Tot i que nascut a Saragossa, va passar la seva infantesa a Panticosa. Estudiaria magisteri, filosofia, teologia i geografia i història, especialitzant-se en religiositat popular, arquitectura romàntica i etnologia. Com a sacerdot, realitza les funcions de rector i capellà de diversos llocs de la comarca de Biescas. També és professor de religió en el C.R.A. Alt Gállego, de l'I.I.S. Biello Aragón a Sabiñánigo, i en l'Escola de Teologia del bisbat de Jaca. Ha traduït el Nou Testament a l'aragonès panticut.

## Obres
- O mundo de ro ninón... en Panticosa (Saragossa, 1981),
- Geografía del voto a San lndalecio (Jaca, 1991),
- En torno a la Virgen de la Cueva (Jaca, 1992),
- Detrás de Uruel. Por los pueblos de Mosen Benito (Saragossa, 1996),
- Con o palo y o ropón (Chaca, 1996),
- Montañas Profundas (Osca, 2002),
- Aquers tiampos tan enrebullatos (Saragossa, 2004), novel·la històrica en aragonès,
- Nuebo Testamén n'Aragonés (Madrid, 2013).
- Diccionario panticuto (Sabiñánigo, 2014).